# Godofredo Pinto
Godofredo Saturnino da Silva Pinto (Campos dos Goytacazes, 4 de outubro de 1943) é um político brasileiro filiado ao Partido dos Trabalhadores. Foi deputado estadual, vice-prefeito e prefeito de Niterói.

## Biografia
É professor de Matemática – com Mestrado em Lógica Matemática - da UFF (hoje aposentado) e da rede municipal do Rio (antes lecionou no Instituto ABEL, na rede estadual em Niterói e em Campos, na Escola Técnica Federal de Campos e na Faculdade de Filosofia de Campos, onde se formara), ingressou na vida pública pela via sindical. Foi fundador (em 1977) e 1º Presidente eleito (em 1979) do Centro Estadual dos Professores – atual SEPE (foi reeleito duas vezes), e foi também 1º Vice-Presidente da Confederação dos Professores do Brasil – atual CNTE (Confederação Nacional dos Trabalhadores da Educação) – no biênio 1985-1986. Atuou intensamente também na construção da ADUFF (Associação de Docentes da UFF) e da ANDES (Associação Nacional dos Docentes do Ensino Superior), além de ter participado da organização da CONCLAT (Conferência Nacional das Classes Trabalhadoras), evento que antecedeu a criação da CUT (Central Única dos Trabalhadores). Foi o principal líder da greve do magistério da rede pública de ensino em 1979 (quando foi preso pelo DOPS) e da greve das professoras “conveniadas” da Zona Rural em 1980, tornando-se então uma destacada referência do “novo sindicalismo autêntico” no RJ, que tinha nacionalmente em Lula sua maior liderança.
Em 1980, tem início a sua militância partidária, com o PT, do qual foi um dos fundadores e membro da sua Comissão Diretora Nacional Provisória. No ano seguinte, por graves divergências com os setores petistas que atuavam no CEP e no movimento nacional dos professores – além de passar a discordar da isolacionista política nacional do PT, fruto da resistência do partido em fazer alianças com outras forças progressistas no enfrentamento com a ditadura -, Godofredo Pinto deixa então o PT e ingressa no PMDB, à época presidido no RJ pelo Senador socialista Saturnino Braga, e cujos sindicalistas comunistas e socialistas o apoiavam no CEP e defendiam, no plano nacional, a política de Ampla Frente Democrática contra o regime militar. No PMDB/RJ, Godofredo vincula-se ao Grupo Autêntico, no qual militavam os socialistas e comunistas do partido tais como Milton Temer, Jandira Feghali, Marcelo Cerqueira (que fora o advogado que o acompanhara no seu depoimento no DOPS em 1979), Modesto da Silveira, Raimundo de Oliveira, João Amazonas, Leandro Konder e tantos outros).
Em 1982, é candidato a Deputado Estadual pelo PMDB, obtendo a 4ª suplência, tendo assumido o mandato em função da aliança PDT-PMDB na ALERJ viabilizada pelo Governador Leonel Brizola. De 1983 a 1986, foi o único deputado peemedebista a fazer oposição ao Governo Brizola, inclusive como dirigente dos movimentos do magistério à época.
Em 1985, tendo a convenção peemedebista optado pelo ex-chaguista Deputado Jorge Leite em detrimento de socialdemocrata Artur da Távola como candidato a Prefeito do Rio pelo PMDB, junto com inúmeros companheiros do Grupo Autêntico, rompe com o PMDB e decide apoiar a chapa Marcelo Cerqueira – João Saldanha, da aliança PSB-PCB.
Em 1986, é candidato a Deputado Estadual pelo PSB, partido ao qual se filiara junto com vários egressos do Grupo Autêntico do PMDB, lá encontrando companheiros da esquerda democrática como Jamil Haddad, José Eudes, Gilberto Palmares, Sérgio Rosa, Jaimão, Sinval Palmeira, Antonio Houaiss, Evandro Lins e Silva, dentre tantos outros. Foi eleito, junto com Milton Temer, tendo atuado na Constituinte Estadual em aliança com o PT e o PCdoB, ocasião em que foi um dos poucos escolhidos pela imprensa e por representantes dos movimentos sociais como um “Constituinte Estadual NOTA 10”.
Em 1989, participa da campanha de Lula à Presidência da República e retorna ao PT junto com cerca de 200 militantes do PSB. No ano seguinte, é reeleito deputado estadual, sendo escolhido em 1991 - início da legislatura - o Líder da bancada petista na ALERJ.
Em 1992, se candidata pela primeira vez à Prefeitura de Niterói, obtendo o 2º lugar na eleição vencida por João Sampaio (PDT). Dois anos depois, é candidato a Deputado Federal pelo PT, obtendo a 1ª suplência.
Em 1996, é eleito Presidente do PT/RJ para um mandato de 2 anos. Posteriormente, após o PT/Niterói ter decidido participar do Governo Jorge Roberto Silveira (PDT), coordena até 1999 a implantação (parcial) do Programa do Orçamento Participativo da PMN.
Em 2000, é eleito vice-prefeito de Niterói numa chapa encabeçada pelo então prefeito Jorge Roberto Silveira, do PDT. Dois anos depois, assume a Prefeitura de Niterói em função da renúncia de Jorge Roberto, que se candidataria ao Governo do Estado. 
Em 2004 foi reeleito prefeito de Niterói, obtendo 48% dos votos válidos no 1º turno (derrotando o candidato do PMDB, o ex-governador Moreira Franco) e 65,09% no 2º turno, quando derrotou o ex-prefeito João Sampaio, candidato do PDT.
De 2005 a 2008 foi da Diretoria da FNP (Frente Nacional de Prefeitos), representando os Prefeitos do Estado do Rio de Janeiro. 
Em 31 de dezembro de 2008, Godofredo encerra seu mandato como Prefeito de Niterói. Teve um breve retorno à política se candidatando a vereador em 2012, quando obteve a suplência com 1.427 votos.

## Homenagens
Em 17 de junho de 2017, Godofredo Pinto recebeu o título de cidadão sanjoanense, em solenidade ocorrida no Cine Teatro São João, da cidade de São João da Barra, na região Norte Fluminense.